# Маркус, Борис Львович
Борис Львович Маркус (1900—1949) — советский экономист. Доктор экономических наук (1939), профессор (1939).

## Биография
Родился в Белостоке. Высшего образования не имел. Член РКП(б) с 1919 года. В 1919—1929 годах служащий наркомата труда РСФСР: инспектор, зав. отделом, член Коллегии наркомата.
С 1930 года — профессор Московского инженерно-экономического института, одновременно преподавал в Институте красной профессуры. В 1936 году утверждён кандидатом экономических наук без защиты диссертации. В 1936—1938 годах заведующий экономическим отделом газеты «Правда». В 1938—1941 годах ответственный редактор журнала «Проблемы экономики». В 1939 году защитил докторскую диссертацию «Труд в социалистическом обществе». В 1939—1941 годах — директор Института экономики АН СССР.
В мае 1941 года снят с постов директора института и ответственного редактора журнала «Проблемы экономики» за политическую ошибку — публикацию «вредной статьи М. И. Кубанина». В 1941—1945 годах — участник Великой Отечественной войны, подполковник, политрук.
С 1945 года — старший научный сотрудник Института истории АН СССР. С 1947 года — заведующий кафедрой экономики труда в Высшей школе профсоюзного движения (по другим данным — в Московском государственном экономическом институте).

## Семья
По некоторым свидетельствам, у Бориса Львовича была сестра, Мария Львовна, которая была женой С. М. Кирова, но эта информация не подтверждается никакими семейными свидетельствами. Не исключено, что Каценелинбойген в этом контексте перепутал Бориса Львовича с Яковом Львовичем Маркусом, который был братом жены Кирова, но Борису Львовичу родственником не был.
Первая жена — Эсфирь Иосифовна Кан (1900—1996).
Дочь — Елена Борисовна Базарова, урождённая Маркус (1921—2015).
Вторая жена — Александра Михайловна Кейрим (партийная кличка, урождённая Роза Мойшевна Голодницкая, 1896—1959), участница гражданской войны, сотрудник издательства.
Приёмные дети от второй жены — Игорь Борисович Кеирим-Маркус (1922—2006), биофизик, доктор технических наук, профессор, и Майя Борисовна Кейрим-Маркус (1924—2012), историк.
Похоронен на Донском кладбище города Москвы, участок № 2. Здесь же похоронены его вторая жена и приёмная дочь.